# Geher-Länderkampf der Frauen 1988 Tschechoslowakei – BR Deutschland – Großbritannien – Polen – Schweiz – Ungarn
| 2. Leichtathletik-Länderkampf mit bundesdeutscher Beteiligung 1988                                       | 2. Leichtathletik-Länderkampf mit bundesdeutscher Beteiligung 1988 |
| --- | ------------------------------------------------------------------ |
| |                                                                    |
| Gehervergleich der Frauen: Tschechoslowakei – BR Deutschland – Großbritannien – Polen – Schweiz – Ungarn |                                                                    |
| Austragungsort                                                                                           | Trnava                                                             |
| Wettbewerbe                                                                                              | 1                                                                  |
| Datum | 8. Mai                                                             |
| 1. HUN 2. POL 3. FRG 4. GBR 5. CSK 6. SUI                                                                | 49 Punkte 45 Punkte 32 Punkte 23 Punkte 17 Punkte 06 Punkte        |
| Chronik                                                                                                  |                                                                    |
| ← CSK-FRG-GBR-POL- 00SUI-HUN Geher (M)                                                                   | ITA-FRG/FRG-ESP/FRG-00 CSK/FRG-HUN Werfer (M) →                    |

Im zweiten Vergleich des Länderkampfjahres 1988 traten die bundesdeutschen Geherinnen wie ihre männlichen Kollegen am 8. Mai im tschechoslowakischen Trnava gegen die Tschechoslowakei, Großbritannien, Polen, die Schweiz und Ungarn an. Unter den Frauenteams hatte es in dieser Konstellation zuvor noch kein Aufeinandertreffen gegeben.

## Modus
Auf dem Programm stand ein Wettbewerb auf der Straße, der über 10 Kilometer ausgetragen wurde. Je Land konnten vier Geherinnen antreten, von denen die drei Besten in die Wertung kamen. Gastgeber Tschechoslowakei stellte fünf Geherinnen. Zur Punkteverteilung liegen keine Angaben vor.

## Ergebnis
In der Einzelwertung siegten zwei Ungarinnen vor drei Polinnen und einer weiteren Ungarin. Auf den anschließenden Rängen sieben und acht folgten die beiden besten bundesdeutschen Vertreterinnen. In der Länderkampfwertung gab es eine andere Reihenfolge als bei den Männern. Ungarn lag am Ende mit 49 Punkten vorn. 45 Punkte reichten für Polen zum zweiten Platz. Die bundesdeutschen Geherinnen platzierten sich mit 32 Punkten als Dritte um einen Rang besser als ihre männlichen Kollegen. Die viertplatzierten Britinnen errangen 23 Punkte, Gastgeber Tschechoslowakei wurde mit siebzehn Punkten Fünfter. Mit sechs Punkten landete die Schweiz abgeschlagen auf dem sechsten und letzten Platz.

## Legende
Kurze Übersicht zur Bedeutung der Symbolik – so üblicherweise auch in sonstigen Veröffentlichungen verwendet:
| DSQ | disqualifiziert |

## Resultat

### 10-km-Straßengehen
| Platz | Athletin          | Land | Zeit (min) |
| ----- | ----------------- | ---- | ---------- |
| 01    | Andrea Alföldi    | HUN  | 47:23      |
| 02    | Mária Rosza       | HUN  | 47:27      |
| 03    | Anna Bak          | POL  | 48:11      |
| 04    | Kazimiera Mosic   | POL  | 49:01      |
| 05    | Eva Misur         | POL  | 49:23      |
| 06    | Anikó Szebenszky  | HUN  | 49:51      |
| 07    | Catrin Rudolph    | FRG  | 50:00      |
| 08    | Renate Warz       | FRG  | 50:41      |
| 09    | Julie Drake       | GBR  | 50:43      |
| 10    | Brigitte Buck     | FRG  | 51:00      |
| 11    | Betty Sworowski   | GBR  | 51:07      |
| 12    | Jana Jergová      | CSK  | 51:13      |
| 13    | Barbara Kollorz   | FRG  | 51:29      |
| 14    | Beate Zgarda      | POL  | 52:07      |
| 15    | Ivana Brozmanová  | CSK  | 52:11      |
| 16    | Nicky Jackson     | GBR  | 52:13      |
| 17    | Jana Zarubová     | CSK  | 52:14      |
| 18    | Lisa Simpson      | GBR  | 53:15      |
| 19    | Viera Toporeková  | CSK  | 54:22      |
| 20    | Margot Veterli    | SUI  | 54:58      |
| 21    | Heidi Rebellato   | SUI  | 55:25      |
| 22    | Edith Sappl       | SUI  | 55:43      |
| 23    | Laurence Perrin   | SUI  | 59:11      |
| 24    | Bibiána Kertésová | CSK  | 65:00      |
| DSQ   | Ildikó Ilyés      | HUN  |            |